# Sobór św. Mikołaja w Gyuli
Sobór św. Mikołaja – prawosławny sobór w Gyuli, od 1999 r. katedra eparchii Węgier Rumuńskiego Kościoła Prawosławnego.

## Historia
Świątynia – z inicjatywy rodziny Nicoresti – powstała w miejscu poprzedniej, drewnianej (z 1721 r.). Budowa miała miejsce w latach 1802–1812, wieżę wzniesiono w 1854 r. W 1928 r. wnętrze ozdobiono freskami.

## Architektura
Budowla murowana, w stylu późnobarokowo-klasycystycznym, o długości 33 m i szerokości 14 m. Wysokość wieży wynosi 39 m (z krzyżem – 42 m). Wewnątrz znajduje się pozłacany, rzeźbiony ikonostas z motywami kwiatowymi. Ikony umieszczone w ikonostasie są dziełem serbskiego malarza Arsena Teodorovicia. Pokrywające wnętrze freski wykonał budapeszteński artysta Béla Predmerszky.